# Xenofrea griseocincta
Xenofrea griseocincta es una especie de escarabajo longicornio del género Xenofrea, tribu Xenofreini, subfamilia Lamiinae. Fue descrita científicamente por Tavakilian & Néouze en 2006.

## Descripción
Mide 6,3 milímetros de longitud.

## Distribución
Se distribuye por Brasil.